# Elujärv
Elujärv är en sjö i Estland.   Den ligger i landskapet Viljandimaa, i den södra delen av landet, 150 km söder om huvudstaden Tallinn. Elujärv ligger 93 meter över havet.  I omgivningarna runt Elujärv växer i huvudsak blandskog.